# 1321 az irodalomban
Az 1321. év az irodalomban.

## Halálozások
- szeptember 14. – Dante Alighieri itáliai költő, filozófus, az olasz és a világirodalom nagy klasszikusa, az Isteni színjáték szerzője (* 1265)